# Requiem (Dvořák)
Antonín Dvořáks 1890 komponiertes Requiem op. 89 (B 165) ist ein abendfüllendes Werk für vier Solisten in den Stimmlagen Sopran, Alt, Tenor und Bass, Chor und Orchester in großer romantischer Besetzung einschließlich Orgel und Schlaginstrumenten wie Gong und Glocken. Von seinem Umfang her ist das Requiem nicht für den Gebrauch im Gottesdienst, sondern für den Konzertsaal bestimmt. Es beruht auf dem kanonischen Text der katholischen Totenmesse, den Dvořák für dieses Werk in 13 Teile gegliedert hat.
Das Werk entstand als Auftragskomposition des Birmingham Triennial Music Festival. Zwar stammte der Auftrag bereits aus dem Jahr 1888, aber Dvořák fand wegen anderer Projekte erst zwei Jahre später Zeit zur Komposition. Die ersten Entwürfe für das Requiem schrieb er am 1. Januar 1890. Nach einer Unterbrechung durch mehrere Auslandsreisen vollendete er Ende Oktober 1890 die Komposition. Die Uraufführung fand am 9. Oktober 1891 in Birmingham statt.
Das Werk bewegt sich zwischen stiller Andacht und religiöser Ekstase. Auf der Höhe seiner Schaffenskraft stehen dem Komponisten die Mittel des Musikdramas ebenso zur Verfügung wie meditative und lyrische Töne und ein breites Spektrum von Klangfarben. Dabei spielen dunkle Farben wie Bassklarinette, Englischhorn und vierstimmiger Männerchor eine besondere Rolle. Die Aufführungsdauer des Werkes beträgt etwa 94 Minuten.

## Musikalischer Kerngedanke
Durch ein musikalisches Motto, das vom ersten bis zu den letzten Takten immer wieder in Erscheinung tritt, erhält das Werk eine große thematische Geschlossenheit. Es handelt sich um die Umspielung eines Tons (am Anfang des Dominanttons f) um eine kleine Sekunde nach oben und nach unten in synkopischem Rhythmus. Das wirkt wie ein schmerzlicher Seufzer, der das ganze Werk durchzieht, aber z. B. auch als mächtiger Kontrapunkt heftige Dissonanzen in das Dies Irae trägt. Beim Tuba Mirum wird dieses Motiv alleine von der Trompete intoniert, gefolgt von einem dissonanten übermäßigen Dreiklang und einem Gongschlag – was eine geradezu beängstigende Stimmung auslöst. Und am Ende des Agnus Dei, nach einem ekstatischen, danach ersterbenden „lux aeterna luceat eis“ endet das Werk, wie es begann: mit dem Klagemotiv in düsterem b-moll.

## Sätze
1. Requiem aeternam, b-Moll
2. Graduale
3. Dies irae, b-Moll
4. Tuba mirum, e-Moll
5. Quid sum miser
6. Recordare, Jesu pie, D-Dur
7. Confutatis maledictis, g-Moll
8. Lacrimosa
9. Offertorium, F-Dur
10. Hostias, f-Moll
11. Sanctus, B-Dur
12. Pie Jesu, g-Moll
13. Agnus Dei, b-Moll